# Lake Benton
Lake Benton è una città degli Stati Uniti d'America, situata in Minnesota, nella contea di Lincoln.